# Directori de Comunicacions i Tecnologies de la Informació
El Directori de Comunicacions i Tecnologies de la Informació (en hebreu: אגף התקשוב) (transliterat: Agaf HaTikshuv) (també anomenat: Atak ) es un directori que pertany a la Caserna General de les FDI, és el cos de les Forces de Defensa d'Israel que s'encarrega de la comunicació, la transmissió sense cables, la computerització, el comandament i el control sobre la defensa i la informació de les FDI. El directori va ser creat en el mes de març de l'any 2003. El directori es dirigit pel General Nadav Padan.

## Unitats
El directori està format per tres unitats: el cos C4I, la brigada operativa (en hebreu: חטיבת ההפעלה) (transliterat:Hativat HaHafala) que s'encarrega de les comunicacions operacionals i la guerra electrònica, i el Lotem (en hebreu: לוט"ם), la unitat de telecomunicacions i de les tecnologies de la informació.
El Lotem està format per les següents unitats:
- Mamram (ממר"ם) - Centre de Computadores i Sistemes d'Informació - responsable del programari militar i l'estructura de les computadores.
- Hoshen (חושן) - responsable d'operar els sistemes de comunicació de l'Exèrcit.
- Matzov (מצו"ב) - Centre d'Encriptació, d'Informació i Seguretat - responsable de la protecció de les dades digitals militars.
- Maof (מעו"ף) - Sistemes i Projectes - responsable de la planificació i l'enginyeria dels sistemes de telecomunicacions.
- Matzpen (מצפ"ן) - Sistemes Militars de Comandament, Control i Gestió de la Logística i els Recursos Humans.

## Comandants
- General Yitzhak Harel (30 de març de 2003 – 20 de desembre de 2003)
- General Udi Shani (21 de desembre de 2003 – 12 de novembre de 2006)
- General Ami Shafran (13 de novembre de 2006 – 24 d'octubre de 2011)
- General Uzi Moscovitch (24 d'octubre de 2011 – 28 de març de 2016)
- General Nadav Padan (13 de juny de 2016 –)